# Лебединская, Клара Самойловна
Клара Самойловна Лебединская (19 декабря 1925 — 9 апреля 1993) — советский и российский детский психиатр и дефектолог, создатель классификации ЗПР по этиопатогенетическому принципу, организатор при НИИ дефектологии первой в СССР группы специалистов, осуществляющую комплексную помощь детям с аутизмом, ученица основателя отечественной детской психиатрии Груни Ефимовны Сухаревой.

## Биография
К. С. Лебединская родилась 19 декабря 1925 года в Харькове, в 1926 году семья переехала в Москву. В 1941 году она заканчивает 9 классов школы. C началом Великой Отечественной войны семья эвакуируется, в эвакуации Клара Самойловна теряет отца. Она начинает работать на авиационном заводе контролером, затем мастером отдела технического контроля. За работу в 1945 году награждена медалью «За победу над фашистской Германией».
С 1946 по 1955 год обучается в 1-м Московском Медицинском Институте по специальности «лечебное дело». После окончания института три года работает ординатором в Яхромской психиатрической больнице.
С 1955 по 1957 год она поступает в клиническую ординатуру Московского Научно-исследовательского института психиатрии на кафедру психозов детского возраста к Груне Ефимовне Сухаревой.
Защищает кандидатскую диссертацию по детской психоэндокринологии, которая затем становится основой для вышедшей в 1969 году монографии «Нарушения психического развития при патологии темпа полового созревания».
С 1961 по 1973 работает в Центральном Институте усовершенствования врачей.
С 1973 года возглавляет сектор клинико-генетического изучения аномальных детей НИИ дефектологии АПН СССР.
В конце 70-х — начале 80-х годов Клару Самойловну все больше интересует проблеме детского аутизма. В 1978 она создает при НИИ дефектологии группу специалистов исследующих эту проблему и оказывающих практическую помощь детям с аутизмом. В 1992 году К. С. Лебединская обобщает свои исследования по этому вопросу в докторской диссертации — «Нарушения эмоционального развития как клинико-дефектологическая проблема».
К. С. Лебединская скончалась 9 апреля 1993 после тяжёлой болезни. Похоронена на Введенском кладбище (участок № 3, родственное захоронение).

## Семья
Муж Виктор Васильевич (1927—2008) — советский и российский психолог. Кандидат психологических наук, доцент кафедры нейро- и патопсихологии факультета психологии МГУ им. М. В. Ломоносова.

## Научный вклад
Кандидатская диссертация и предшествующий цикл работ положили начало новому направлению в отечественной науке — детской психоэндокринологии. Эти исследования обобщены в вышедшей в 1969 году монографии «Нарушения психического развития при патологии темпа полового созревания».
Первоначально научные интересы Лебединской касаются в основном двух направлений — это эмоциональная сфера детей и подростков, страдающих умственной отсталостью и психопатология задержки психического развития. Результатом этой работы становятся труды по диагностике и коррекция нарушений поведения у подростков, страдающих олигофренией, описание различных вариантов патологии подростковых кризов, разрабатывается классификация Лебединской ЗПР по этиопатогенетическому принципу и критерии дифференциальной диагностики детей с ЗПР.
В конце 1970-х — начале 1980-х годов К. С. Лебединскую все больше интересует проблема детского аутизма, и в 1978 году она создает при НИИ Дефектологии первую в нашей стране группу, специализирующуюся на изучении этой проблемы и оказании комплексной медико-психолого-педагогической помощи детям с аутизмом.
Наиболее известные ученики К. С. Лебединской работающие в этом направлении — Никольская О. C., Баенская Е. Р., Либлинг М. М. До сих пор[когда?] они являются ведущими специалистами в России по этому вопросу. Под её руководством и на основе разработанной В. В. Лебединским клинико-психологической классификации дизонтогенеза создается концепция понимания закономерностей развития аутизма, способы коррекции этого нарушения, начинаются научные разработки проблемы.
Последней монографией Клары Самойловны стала «Диагностика раннего детского аутизма» (1991). В ней изложены основы средств ранней диагностики и ранней коррекции аутизма. В 1992 году К. С. Лебединская завершает своё обобщающее исследование, оформленное как докторская диссертация — «Нарушения эмоционального развития как клинико-дефектологическая проблема».

## Труды
- Психические особенности детей с ускоренным и задержанным созреванием церебрального генеза : дисc. канд. мед. наук. М., 1964.
- Психические особенности детей с патологией темпа полового созревания : монография. М.: Медицина, 1969.
- Проблема акцелерации и «трудные дети» // Дети с отклонениями в поведении. М., 1970.
- Влияние пубертатной фазы развития на формирование клиники и течение шизофрении / Г. Е. Сухарева
- Клинические лекции по психиатрии детского возраста. М.: Медицина, 1974.
- Клиническая характеристика задержки психического развития // Обзорный бюллетень Министерства просвещения и АПН СССР. Задержка психического развития и пути её преодоления / под ред. Т. А. Власовой. Москва, 1976.
- Аномалии психической конституции в детском возрасте // Оценка типов конституции у детей и подростков. М., 1976.
- Психолого-педагогическая коррекция раннего детского аутизма. М.: Вестник Агентства печати Новости, 1978.
- Клинические варианты психических нарушений у подростков, страдающих олигофренией // Учащиеся вспомогательной школы / под ред. В. А. Малинаускене, Э. Я. Альбрехт. М.: Педагогика, 1979.
- Ранний детский аутизм (клинико-психологическая структура, медикаментозная и психолого-педагогическая коррекция) // Сборник научных трудов / под ред. Т. А. Власовой, К. С. Лебединской, В. В. Лебединского. М.: АПН СССР, 1981.
- Диагностика и коррекция нарушений поведения у подростков, страдающих олигофренией (методические рекомендации для педагогов-дефектологов, врачей вспомогательных школ). М.: Изд. Мин. просвещения СССР, 1981.
- Клиническая характеристика раннего детского аутизма // Ранний детский аутизм / под ред. К. С. Лебединской, С. Д. Немировской, И. Д. Лукашевой. М., 1981.
- Клиническая систематика задержки психического развития // Актуальные проблемы диагностики задержки психического развития у детей / под ред. К. С. Лебединской. М.: Педагогика, 1982.
- Задержка психического развития у детей // Причины аномалий развития у детей. М.: Изд-во АПН СССР, 1984.
- Ранний детский аутизм // Причины аномалий развития у детей. М.: Изд-во АПН СССР, 1984.
- Дефектологические проблемы раннего детского аутизма: сообщение 1. Основные представления о синдроме раннего детского аутизма / К. С. Лебединская, О. С. Никольская // Дефектология. 1987. № 6. С. 10-16. Библиогр.: с. 16.
- Подростки с нарушениями в аффективной сфере. М.: Педагогика, 1988.
- Дефектологические проблемы раннего детского аутизма: сообщение 2. Особенности подхода к проблеме раннего детского аутизма в отечественной дефектологии / К. С. Лебединская, О. С. Никольская // Дефектология. 1988. № 3. С. 10-15.
- Дети с нарушениями общения. М.: Просвещение, 1989.
- Диагностическая карта для исследования ребёнка первых двух лет жизни при предположении раннего детского аутизма / К. С. Лебединская, О. С. Никольская // Дефектология. 1990. № 3. С. 51-56.
- Диагностика раннего детского аутизма: начальные проявления : учебное издание / К. С. Лебединская, О. С. Никольская. М. : Просвещение, 1991. 96 с.
- Медикаментозная терапия раннего детского аутизма // Дефектология. 1994. № 2. С. 3-9.
- Основные вопросы клиники и систематики задержки психического развития // Дефектология. 2006. № 3. С. 15-27.
- Проблемы аномальной психической конституции в детском возрасте // Дефектология. 2006. № 3. С. 5-14.